# Jardinet d'Orats
Jardinet d'orats és un cançoner manuscrit del segle xv, conservat a la Biblioteca de la Universitat de Barcelona (Fons Antic), amb la signatura D-155/2/28. El manuscrit, en paper, fou copiat, en part, per Narcís Gual. Recull textos en vers i prosa escrits en català, castellà, llatí i italià. Majoritàriament, s'hi conserven poemes d'autors valencians i catalans, proses mitològiques i vides de sants, d'autors com Joan Roís de Corella, Anselm Turmeda, Bernat Fenollar, Miquel Estella, Francesc Alegre, etc.